# Xã Lower Makefield, Quận Bucks, Pennsylvania
Xã Lower Makefield (tiếng Anh: Lower Makefield Township) là một xã thuộc quận Bucks, tiểu bang Pennsylvania, Hoa Kỳ. Năm 2010, dân số của xã này là 32.559 người.